# Burg Aichstetten
Die Burg Aichstetten ist eine abgegangene Wasserburg vom Typus einer Turmburg auf einer früheren Insel in der Aitrach in der Gemeinde Aichstetten im Landkreis Ravensburg in Baden-Württemberg.
Die Wasserburg lag südwestlich der Kirche, wohl im Bereich des heutigen Bräuhauses. Auf der Landtafel Zeil von 1610 ist sie als mehrstöckige Turmburg mit Treppengiebeln und einem Anbau dargestellt. Wann die Burg erbaut wurde, ist nicht bekannt, Ortsadel von Aichstetten ist seit dem 12. oder 13. Jahrhundert mit Adelheid von Aichstetten genannt. Im Jahr 1491 kaufte das Haus Waldburg die Herrschaft Aichstetten, es richtete dort einen Verwaltungssitz eines Rentmeisters und Vogtes ein. Möglicherweise wurde die Turmburg auch erst zu dieser oder sogar noch zu späterer Zeit errichtet. Nach dem Dreißigjährigen Krieg wurde sie nicht mehr erwähnt.